# Kingborough
Kingborough är en kommun i Australien. Den ligger i delstaten Tasmanien, i den sydöstra delen av landet, omkring 12 kilometer sydväst om delstatshuvudstaden Hobart. Antalet invånare var 35 853 vid folkräkningen 2016.
Följande samhällen finns i Kingborough:
- Kingston
- Blackmans Bay
- Margate
- Taroona
- Kingston Beach
- Kettering
- Snug
- Tinderbox
- Middleton
- Longley
- Alonnah
- Woodbridge
- Coningham
- Adventure Bay
- Electrona